# Legio VII Claudia
Legio VII Claudia (VII Клавдіїв легіон) — римський легіон. Інша назва — Legio VII Paterna (Найстаріший) та Macedonica (Македонський). Мав прізвисько Claudia Pia Fidelis.

## Історія
Створений Гаєм Юлієм Цезарем у 59 році до н. е., можливо, реформований з одного із іспанських легіонів Гнея Помпея Великого, які він сформував у 65 році до н. е. Брав участь у походах з підкорення римлянами Галлії. Тоді його очолював Публій Красс, син триумвіра Марка Ліцинія Красса. У 57 році до н. е. відзначився у поході проти племені нервіїв (північна Галлія). Потім сприяв підкоренню племені венетів, що займали території сучасної Нормандії та Бретані у Франції. У 56 році до н. е. здобув перемоги над сусідами венетів, зокрема менапіями. У 55 та 54 роках до н. е. на чолі із Цезарем був у складі римської армії, що висадилася вперше у Британії.
У 52 році до н. е. звитяжно бився проти повсталих племен белловаків та едуїв. Після цього стояв у Лютеції (сучасний Париж). Брав участь у битві при Алезії, де було подолано голову галльських племен Верцингеторікса. У 51 році до н. е. легіон був учасником подальшого приборкання галльських племен, зокрема атребатів та авлерків.
У 49 році до н. е. зберіг вірність Цезарю з початком громадянської війни із Гнеєм Помпеєм. Того ж року бився в Іспанії при Ілерді. У 48 році до н. е. відзначився у битвах при Діррахіумі та Фарсалі. Після цього повернувся до Італії. Проте вже у 46 році до н. е. був викликаний Цезарем до Африки. Тут легіон звитяжив у битві при Тапсі, де зазнали поразки місцеві помпеянці. Слідом за цим Цезар розмістив ветеранів легіону поблизу Капуї та Лукки. На деякий час легіон був розпущеним.
У 44 році до н. е. його відновив Октавіан. У 43 році до н. е. брав участь у битвах проти Марка Антонія при Галльському Форумі та Мутині. У 42 році до н. е. на боці Другого тріумвірату брав участь у битві при Філіппах, де зазнали поразки Брут і Кассій. У 41 році до н. е. допоміг Октавівану здолати Луція Антонія в Перузійській війні. У 36 році до н. е. ветерани легіону отримали землі у провінції Нарбонська Галлія. Тоді ж легіон бився проти Секста Помпея. По завершенні цієї кампанії ветерани отримали землю в Сицилії. У 31 році до н. е. був учасником битви при Акціумі.
З 30 до 20 року до н. е. розташовувався у провінції Галатія. Слідом за цим переведений до Македонії, за що отримав додаткове ім'я «Македонський». Тут перебував до початку іллірійського повстання, в придушенні якого брав участь у 6-9 роках н. е. За це ветерани отримали землі в Далмації. Новий імператор Тиберій надав легіонерам землі у Паннонії та Іллірику.
У 42 році Луцій Фурій Аррунцій Камілл Скрібоніан, проконсул Далмації, повстав проти імператора за намовою Аннія Вініціана, він захотів забезпечити собі підтримку VII і IX легіонів, які були під його командуванням. Їх покора своєму начальнику протрималася лише 4 дні; на п'ятий вони повернулися до виконання свого обов'язку і вбили бунтівного намісника. Щоб винагородити легіон, імператор Клавдій дав йому прізвисько Claudia Pia Fidelis. При цьому Клавдій надав ветеранам легіону землі в Еквуумі (сучасне м. Читлук Боснії і Герцеговини), а сам легіон спрямував до провінції Мезія.
У 57 році, за імператора Нерона, легіон отаборився у м. Вімініція (сучасне м. Костолац, округ Пожаревац Сербії), у 62 році був в Ескі (провінція Мезія). Імператор Нерон планував використати легіон у поході проти албанів на Кавказі. У 69 році підтримав імператора Отона та рушив тому на допомогу, але не встиг до першої битві при Бедріаку. Тому оголосив про підтримку Веспасіана, з військами якого поєднався та сприяв перемозі останнього над Вітеллієм у другій битві при Бедріаку.
У 69-70 роках брав участь у війнах проти сарматів. Під час кампанії проти даків у 85-86 роках зазнав поразки. У 86-87 роках під загальним командуванням Корнелія Фуска знову воював проти даків на чолі із царем Децебалом. У 88-89 роках під орудою Луція Теттія Юліана втретє воював проти даків, зокрема у Першій битві при Тапах. У 89 році перебазований до м.(Вімініцій, а незабаром до Сінгідунума (сучасне м. Белград).
У 101–102 та 105–106 роках із доброго боку проявив себе під час походів Траяна до Дакії. Його легіонери також брали участь у спорудженні Траянового мосту через Дунай та його охороні від армії даків. У 114–116 роках брав участь у поході Траяна проти Парфії. З 116 року був учасником придушення Другого юдейського повстання. У 161–166 роках разом з іншими підрозділами під загальним керівництвом імператора Луція Вера знову воював проти Парфії. З 166 до 180 року легіон — учасник двох маркоманських воєн під орудою імператора Марка Аврелія. В цей час зазнав важких втрат, переважно від різних епідемій. З 180 року отаборився у Карнуті.
У 193 році легіонери підтримали у боротьбі за владу Септимія Севера, якого посадили на трон у Римі того ж року. У 194 році бився проти Песценнія Нігера. У 200 році ветерани отримали від Севера землі біля Наїсса (сучасне м. Ніш, Сербія). У 197–198 роках був у складі армії Севера під час війни проти Парфії, зокрема при захопленні Ктесіфона. У 214 році за імператора Каракалли також воював проти Парфії. У 231–233 роках за імператора Олександра Севера воював проти Персії. У 243–244 роках під орудою імператора Гордіана III знову був у перській кампанії.
У 245 році за наказом імператора Філіппа Араба виступив проти вторгнення племені карпів. Надалі відновили Лімес Алутан. У 248 році легіон підтримав Пакаціана. У 249 році перейшов на бік Деція. Відзначився за імператора Галлієна, який карбував символ легіону на своїх монетах. Допоміг останньому перемогти Постума, володаря Галльської імперії. У 269 році у складі війська Клавдія II звитяжив у битві при Наїссі.
У 297 році за імператора Діоклетіана вексилярії легіону разом з підрозділами інших легіонів придушили заколот узурпатора Доміція Доміціана в Єгипті. Згодом окремі частини легіону стояли в Кам'янистій Аравії, де займалися прокладенням шляхів та зміцненням Арабського лімеса.
У 286–297 роках вексилярії легіону билися на боці узурпаторів Караузія (останній карбував монети з емблемою легіону) та Аллекта. У 297 році включені до складу армії Констанція I Хлора. Згідно зі Списком почесних посад (Notitia Dignitatum, 395 рік) одна з частин легіону перебувала у Вімінації, інша — в Куппі (м. Голубац, Сербія) у провінції Мезія Пріма.